# Віла-Нова-де-Санде
Віла-Нова-де-Санде (порт. Vila Nova de Sande; МФА: [ˈvi.ɫɐ ˈno.vɐ dɨ ˈsɐ̃.dɨ]) — парафія в Португалії, у муніципалітеті Гімарайнш. Розташована в північно-західній частині країни, на теренах історичної португальської провінції Дору-Міню. Входить до складу округу Брага. За адміністративним поділом, чинним до 1976 року, терени парафії були складовою провінції Міню. Належить до Бразької архідіоцезії Католицької церкви. Патрон — Діва Марія. Площа — 2,3846 км². Населення — 1739 ос. (2011). Сильно урбанізований регіон. Густота населення — 729,26 осіб/км²
. Код — 030873.

## Назва
- Санде (Віла-Нова) (порт. Sande (Vila Nova)) — офіційна назва.

## Населення
| Кількість мешканців | Кількість мешканців | Кількість мешканців | Кількість мешканців | Кількість мешканців | Кількість мешканців | Кількість мешканців | Кількість мешканців | Кількість мешканців | Кількість мешканців | Кількість мешканців | Кількість мешканців | Кількість мешканців | Кількість мешканців | Кількість мешканців |
| ------------------- | ------------------- | ------------------- | ------------------- | ------------------- | ------------------- | ------------------- | ------------------- | ------------------- | ------------------- | ------------------- | ------------------- | ------------------- | ------------------- | ------------------- |
| 1864                | 1878                | 1890                | 1900                | 1911                | 1920                | 1930                | 1940                | 1950                | 1960                | 1970                | 1981                | 1991                | 2001                | 2011                |
| 199                 | 223                 | 234                 | 307                 | 309                 | 310                 | 341                 | 658                 | 945                 | 1 280               | 1 191               | 1 516               | 1 845               | 1 848               | 1 739               |